# Requisitos de visto para cidadãos paquistaneses

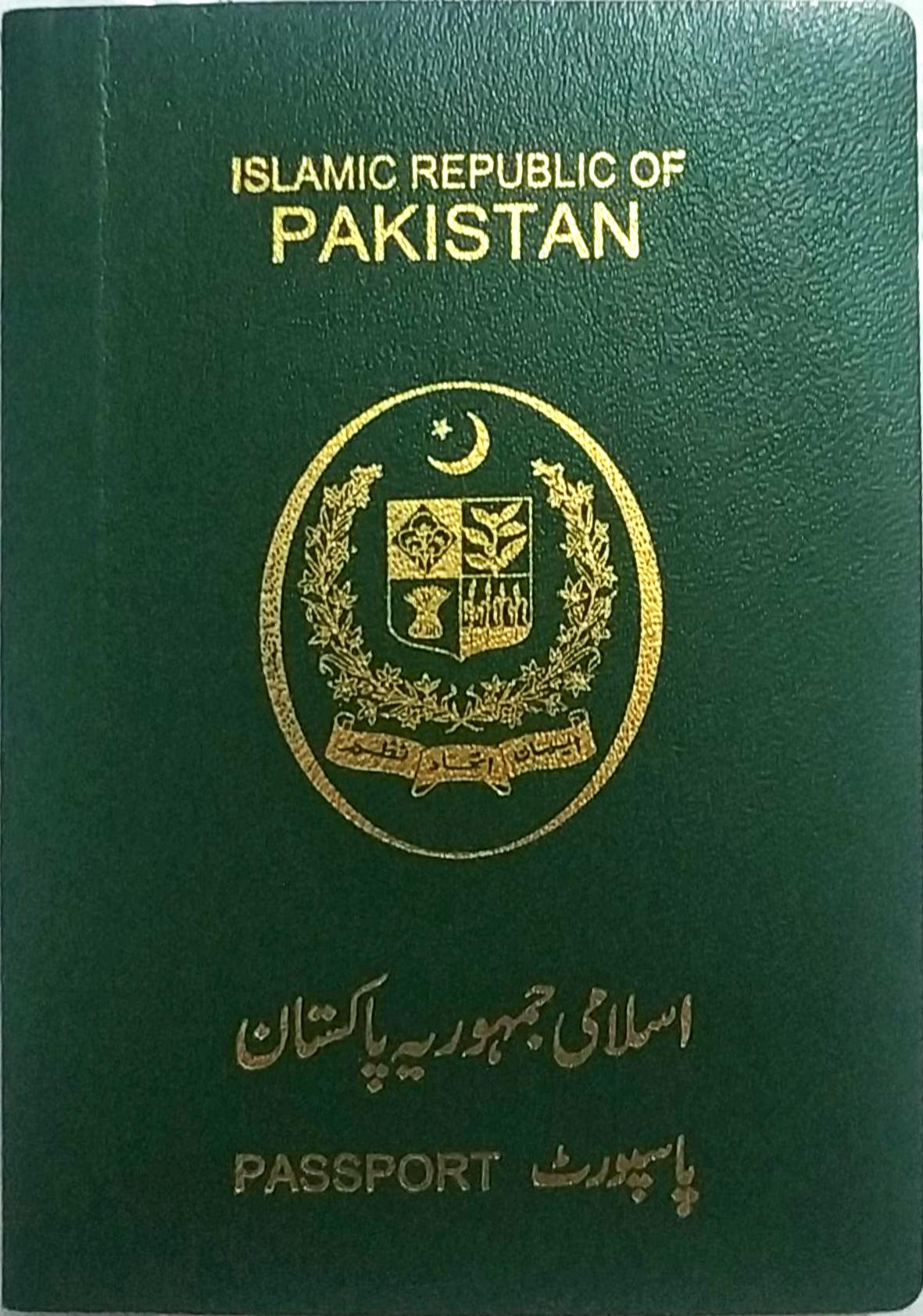
Um passaporte paquistanês

Os requisitos de visto para cidadãos paquistaneses são restrições administrativas de entrada impostas aos cidadãos do Paquistão pelas autoridades de outros estados.
Em abril de 2025, os cidadãos paquistaneses tinham acesso isento de visto, visto na chegada e eVisa a 32 países e territórios.
Todos os links atualizados e os requisitos relacionados a vistos podem ser encontrados na tabela abaixo. Titulares de passaporte paquistanês que possuam vistos de múltiplas entradas ou autorizações de residência permanente em determinados países europeus, Canadá, EUA, estados do Conselho de Cooperação do Golfo (GCC) ou Austrália (por exemplo) podem ter a possibilidade de solicitar eVisas para determinados países, bem como acesso ao Visto na Chegada, que não teriam sem vistos para esses países.
O passaporte paquistanês está atualmente no 100º lugar em termos de liberdade de viagem, de acordo com o Henley Passport Index no segundo trimestre de 2025, empatado com os passaportes de Somália e Iêmen.

## Mapa com requisitos de visto

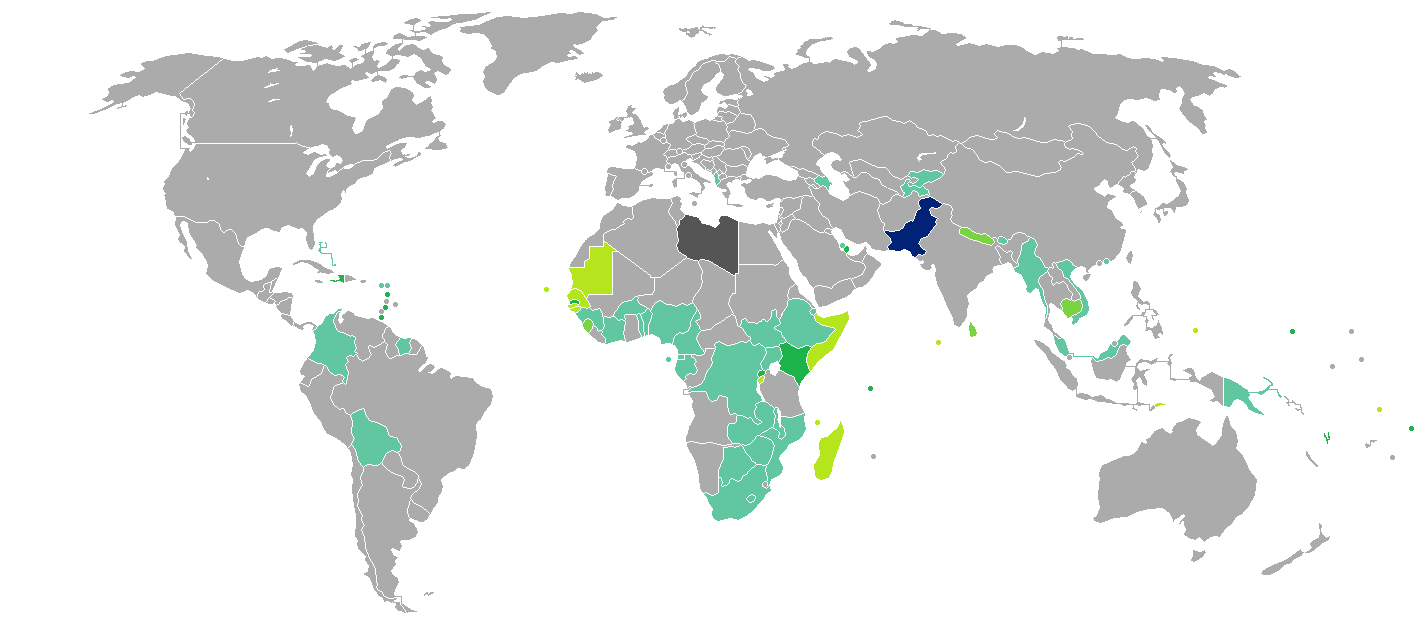
Requisitos de visto para titulares de passaporte comum paquistanês
Paquistão
Acesso sem necessidade de visto
Visto emitido na chegada
Requer autorização eletrônica ou eVisa
Visto disponível tanto na chegada quanto online
Requer visto antes da chegada

## Requisitos de visto
| País                           | Regime de visto                            | Tempo de permanência | Notas (excluindo taxas de partida) |
| ------------------------------ | ------------------------------------------ | -------------------- | --- |
| Afeganistão                    | Requer visto                               |                      | - O Talibã aceita vistos emitidos por missões diplomáticas que não estejam sob seu controle. |
| África do Sul                  | eVisa                                      |                      | - Titulares de eVisa devem chegar pelo Aeroporto Internacional Oliver Tambo. |
| Albânia                        | eVisa                                      |                      | - Passageiros com visto de múltiplas entradas emitido por algum país da zona Schengen, Estados Unidos ou Reino Unido e que já tenha sido usado ao menos uma vez, não necessitam de visto para uma estadia máxima de 90 dias. - Os vistos eletrônicos podem ser obtidos antes da partida em https://e-visa.al/. Os passageiros devem ter uma confirmação impressa do visto eletrônico. |
| Alemanha                       | Requer visto                               |                      | |
| Andorra                        | Requer visto                               |                      | |
| Angola                         | Requer visto                               |                      | |
| Antígua e Barbuda              | eVisa                                      |                      | Visto na chegada (100 dólares) se possuir um visto válido emitido por um estado-membro da União Europeia, Reino Unido, Canadá ou Estados Unidos para estadias de no máximo 30 dias. |
| Arábia Saudita                 | Requer visto                               |                      | |
| Argélia                        | Requer visto                               |                      | |
| Argentina                      | Requer visto                               |                      | |
| Armênia                        | Requer visto                               |                      | |
| Austrália e territórios        | Requer visto                               |                      | - Pode solicitar o visto de forma online (Online Visitor e600 visa). |
| Áustria                        | Requer visto                               |                      | |
| Azerbaijão                     | eVisa                                      | 30 dias              | |
| Bahamas                        | eVisa                                      | 3 meses              | |
| Bahrein                        | eVisa                                      | 14 dias              | - 14 dias para um visto de 1 ano de múltiplas entradas. - Não requer visto para titulares de um visto válido ou permissão de residência emitidos por países do Conselho de Cooperação do Golfo (CCG). |
| Bangladesh                     | Requer visto                               |                      | |
| Barbados                       | Não requer visto                           | 90 dias              | |
| Bielorrússia                   | Requer visto                               |                      | - Os titulares de passaporte paquistanês devem ser portadores de documento de viagem válido com visto de múltiplas entradas válido e carimbo de entrada dos países da União Europeia ou países do Acordo de Schengen |
| Bélgica                        | Requer visto                               |                      | |
| Belize                         | Requer visto                               |                      | - Residentes permanentes e portadores de visto de múltipla entrada dos Estados Unidos e Canadá podem entrar sem visto. Os passageiros com visto válido emitido por um Estado-Membro da zona Schengen estão isentos de visto para uma estadia máxima de 90 dias. |
| Benim                          | eVisa                                      | 30 dias              | - Deve apresentar um Certificado Internacional de Vacinação. |
| Bolívia                        | Requer visto                               |                      | |
| Bósnia e Herzegovina           | Requer visto                               |                      | - Não requer visto se for titular de visto de curta duração, de duas ou múltiplas entradas, emitido por um Estado-membro da zona Schengen para estadias de no máximo 90 dias. |
| Botsuana                       | eVisa                                      | 3 meses              | |
| Brasil                         | Requer visto                               |                      | |
| Brunei                         | Requer visto                               |                      | |
| Bulgária                       | Requer visto                               |                      | - Não requer visto se for titular de visto de curta duração, de duas ou múltiplas entradas, emitido por um Estado-membro da zona Schengen para estadias de no máximo 90 dias. |
| Burkina Faso                   | Requer visto                               |                      | |
| Burundi                        | Visto na chegada                           | 1 mês                | |
| Butão                          | Requer visto                               |                      | |
| Cabo Verde                     | Visto na chegada                           |                      | |
| Camarões                       | Requer visto                               |                      | |
| Camboja                        | eVisa / Visto na chegada                   | 30 dias              | |
| Canadá                         | Requer visto                               |                      | |
| Catar                          | Não requer visto                           | 30 dias              | - Deve ser confirmada, para o período da visita, uma reserva em um dos hoteis do país feita via Discover Qatar |
| Cazaquistão                    | Requer visto                               |                      | |
| Chade                          | Requer visto                               |                      | |
| Chile                          | Requer visto                               |                      | |
| China e territórios            | Requer visto                               |                      | - Visto gratuito para portadores de passaporte do Paquistão. Porém, isso não se aplica para vistos de Hong Kong e Macau |
| Chipre                         | Requer visto                               |                      | - Não requer visto se for titular de visto de curta duração, de duas ou múltiplas entradas, emitido por um Estado-membro da zona Schengen para estadias de no máximo 90 dias. |
| Colômbia                       | Online Visa                                |                      | |
| Comores                        | Visto na chegada                           | 45 dias              | |
| República do Congo             | Requer visto                               |                      | |
| República Democrática do Congo | eVisa                                      | 7 dias               | |
| Coreia do Norte                | Requer visto                               |                      | |
| Coreia do Sul                  | Requer visto                               |                      | - Não requer visto por até 30 dias para Jeju. |
| Costa Rica                     | Requer visto                               |                      | - Visto emitido na chegada para portadores de passaporte comum se o viajante possuir um visto válido de turista, de tripulação, visto de negócios de entrada múltipla, residente permanente ou visto de estudante emitido por Estados Unidos ou Canadá. |
| Costa do Marfim                | eVisa                                      | 3 meses              | - Titulares de eVisa devem chegar pelo Aeroporto Port Bouet. |
| Croácia                        | Requer visto                               |                      | |
| Cuba                           | Requer visto                               |                      | |
| Dinamarca                      | Requer visto                               |                      | |
| Djibuti                        | eVisa                                      | 31 dias              | |
| Dominica                       | Não requer visto                           | 21 dias              | |
| Egito                          | Requer visto                               |                      | - Passageiros com visto válido e já utilizado, emitido por Austrália, Canadá, Japão, Nova Zelândia, EUA, Reino Unido ou um Estado-Membro da zona Schengen podem receber um visto na chegada para uma estadia máxima de 30 dias. - Passageiros viajando como turistas podem receber um visto na chegada nos aeroportos de Xarm el-Xeikh (SSH) ou Santa Katarina (SKV) para uma estadia máxima de 15 dias. |
| El Salvador                    | Requer visto                               |                      | |
| Emirados Árabes Unidos         | Requer visto                               |                      | - Um E-Visa pode ser obtido online para portadores de passaporte comum com autorização de residência válida de um país-membro do Conselho de Cooperação do Golfo (CCG) (sujeito à profissão de colarinho branco ser discriminada na permissão) |
| Equador                        | Online Visa                                |                      | |
| Eritreia                       | Requer visto                               |                      | |
| Eslováquia                     | Requer visto                               |                      | |
| Eslovênia                      | Requer visto                               |                      | |
| Espanha                        | Requer visto                               |                      | |
| Essuatíni                      | Requer visto                               |                      | |
| Estados Unidos                 | Requer visto                               |                      | |
| Estônia                        | Requer visto                               |                      | |
| Etiópia                        | eVisa                                      |                      | |
| Fiji                           | Requer visto                               |                      | |
| Filipinas                      | Requer visto                               |                      | |
| Finlândia                      | Requer visto                               |                      | |
| França                         | Requer visto                               |                      | |
| Gabão                          | eVisa                                      |                      | - Titulares de eVisa devem chegar pelo Aeroporto Internacional Léon-Mba. |
| Gâmbia                         | Requer visto                               |                      | |
| Geórgia                        | Requer visto                               |                      | - Não requer visto para titulares de um visto válido de um estado da zona Schengen ou um visto válido de algum país da OCDE; ou uma permissão de residência válida de um país da zona Schengen ou da OCDE ou um visto ou permissão de residência de alguma país do Conselho de Cooperação do Golfo (CCG). |
| Gana                           | Requer visto                               |                      | |
| Granada                        | Requer visto                               |                      | |
| Grécia                         | Requer visto                               |                      | |
| Guatemala                      | Requer visto                               |                      | |
| Guiana                         | Requer visto                               |                      | - Aqueles que possuam uma carta-convite de um patrocinador ou anfitrião podem solicitar um visto na chegada. |
| Guiné                          | eVisa                                      | 90 dias              | |
| Guiné-Bissau                   | eVisa / Visto na chegada                   | 90 dias              | |
| Guiné Equatorial               | Requer visto                               |                      | |
| Haiti                          | Não requer visto                           | 3 meses              | |
| Honduras                       | Requer visto                               |                      | |
| Hungria                        | Requer visto                               |                      | |
| Iêmen                          | Requer visto                               |                      | |
| Ilhas Marshall                 | Requer visto                               |                      | |
| Ilhas Salomão                  | Requer visto                               |                      | - Visto arranjado com antecedência pode ser retirado na chegada ao país |
| Índia                          | Requer visto                               |                      | - Em geral, vistos não são emitidos para paquistaneses, exceto em circunstâncias especiais ou para fins de visita oficial. No entanto, cidadãos paquistaneses com mais de 65 anos e com o único propósito de visitar família e amigos, recebem um visto na chegada de 45 dias no checkpoint Attari-Wagah. Este esquema não se aplica a quem deseja visitar Punjab, Kerala e Áreas Restritas. Também não se aplica a quem já teve um visto indiano negado anteriormente. |
| Indonésia                      | Requer visto                               |                      | |
| Irã                            | Requer visto                               |                      | |
| Iraque                         | Requer visto                               |                      | |
| Irlanda                        | Requer visto                               |                      | - Pode transitar sem visto. |
| Islândia                       | Requer visto                               |                      | |
| Israel                         | Requer visto                               |                      | - Necessária a confirmação do Ministério das Relações Exteriores de Israel antes da emissão do visto. |
| Itália                         | Requer visto                               |                      | |
| Jamaica                        | Requer visto                               |                      | |
| Japão                          | Requer visto                               |                      | |
| Jordânia                       | Requer visto                               |                      | - Se residente no Reino Unido, Estados Unidos, país-membro da União Europeia, Estados do Golfo (não como portador de visto de turismo ou visita), e que o passaporte tenha validade por mais de seis meses, pode receber um visto na chegada na Jordânia, exceto se vier pela ponte Rei Hussein. |
| Kiribati                       | Requer visto                               |                      | |
| Kuwait                         | Requer visto                               |                      | |
| Laos                           | Requer visto                               |                      | |
| Lesoto                         | eVisa                                      |                      | |
| Letônia                        | Requer visto                               |                      | |
| Líbano                         | Requer visto                               |                      | - Visto na chegada para portadores de passaporte comum com autorização de residência válida de um país-membro do Conselho de Cooperação do Golfo (CCG) (sujeito à profissão de colarinho branco ser discriminada na permissão). Para os outros, além do visto, deve-se obter a aprovação do departamento de imigração da Direção Geral de Segurança Geral (La Sûreté Générale). |
| Libéria                        | Requer visto                               |                      | |
| Líbia                          | N/AEntrada negada                          |                      | - Desde 1º de setembro de 2015, o governo reconhecido internacionalmente da Líbia proíbe a entrada de paquistaneses no país. |
| Liechtenstein                  | Requer visto                               |                      | |
| Lituânia                       | Requer visto                               |                      | |
| Luxemburgo                     | Requer visto                               |                      | |
| Macedônia do Norte             | Requer visto                               |                      | - Não requer visto se possuir visto de curta duração de duas ou múltiplas entradas emitido por um estado-membro da zona Schengen para estadias não superiores a 90 dias durante qualquer período de 180 dias |
| Madagascar                     | eVisa / Visto na chegada                   | 90 dias              | |
| Malásia                        | eVisa                                      | 30 dias              | - Delitos de imigração, como ficar mais tempo que o permitido pelo visto, são passíveis de punição como multa e/ou prisão de até cinco anos ou golpes de vara. |
| Malawi                         | eVisa                                      |                      | |
| Maldivas                       | Visto gratuito na chegada                  | 30 dias              | |
| Mali                           | Requer visto                               |                      | |
| Malta                          | Requer visto                               |                      | |
| Marrocos                       | Requer visto                               |                      | - E-visa disponível para portadores de visto para o Reino Unido, Austrália, Canadá, Estados Unidos, zona Schengen ou Irlanda |
| Maurício                       | Requer visto                               |                      | |
| Mauritânia                     | Visto na chegada                           |                      | - Disponível no Aeroporto Internacional Nuaquexote-Oumtounsy. |
| México                         | Requer visto                               |                      | - Portadores de passaportes comuns não precisam de visto para turismo, negócios ou trânsito se possuírem um visto válido e não expirado, ou são residentes permanentes legais de Estados Unidos, Canadá, Japão, Reino Unido ou zona Schengen. |
| Micronésia                     | Não requer visto                           | 30 dias              | |
| Moldávia                       | eVisa                                      |                      | - E-Visa pode ser obtido por paquistaneses que possuam um visto válido para algum estado-membro da zona Schengen. |
| Mônaco                         | Requer visto                               |                      | |
| Mongólia                       | Requer visto                               |                      | |
| Montenegro                     | Requer visto                               |                      | - Não requer visto se possuir visto de curta duração, de duas ou múltiplas entradas, emitido por um Estado-membro da zona Schengen para estadias de no máximo 90 dias. |
| Moçambique                     | eVisa / Visto na chegada                   | 30 dias              | |
| Myanmar                        | eVisa                                      | 28 dias              | - Os portadores de eVisa devem chegar pelos aeroportos de Rangum, Nepiedó ou Mandalay ou pelas fronteiras terrestres com a Tailândia — Tachileik, Myawaddy e Kawthaung ou Índia — Rih Khaw Dar e Tamu. - eVisa disponível apenas para fins de turismo. |
| Namíbia                        | Requer visto                               |                      | |
| Nauru                          | Requer visto                               |                      | |
| Nepal                          | Visto na chegada                           |                      | |
| Nicarágua                      | Requer visto                               |                      | - Visto na chegada se possuir visto válido de Estados Unidos, Canadá ou estado-membro da zona Schengen |
| Níger                          | Requer visto                               |                      | |
| Nigéria                        | Requer visto                               |                      | |
| Noruega                        | Requer visto                               |                      | - Paquistaneses portadores de passaporte oficial ou diplomático não precisam de visto quando viajam à Noruega para fins oficiais. |
| Nova Zelândia                  | Requer visto                               |                      | - Os titulares de um Visto de Residente Permanente Australiano ou Visto de Retorno de Residente podem receber um Visto de Residente da Nova Zelândia na chegada permitindo estadia indefinida (de acordo com o Trans-Tasman Travel Arrangement), sujeito ao cumprimento dos requisitos de caráter e obtenção de uma Autoridade Eletrônica de Viagem antes da partida. Esses viajantes não são obrigados a pagar a Taxa de Turismo e Conservação de Visitantes Internacionais. |
| Omã                            | Requer visto                               |                      | - Visto na chegada para portadores de passaporte comum com autorização de residência válida de um país-membro do Conselho de Cooperação do Golfo (CCG) (sujeito à profissão de colarinho branco ser discriminada na permissão). - Um e-visa de entrada única de 30 dias está disponível para cônjuges ou dependentes de um cidadão de um país G1 que possua um visto categoria ‘E’ de Omã de 30 dias OU um visto de turista de entradas múltiplas de 1 ano está disponível para solicitações cujo cônjuge ou dependente seja um cidadão G1 e possua um visto de múltiplas entradas de 1 ano. O candidato deve estar com o cidadão G1 e ter passagem de volta e reserva de hotel na chegada para entrar em Omã. |
| Países Baixos                  | Requer visto                               |                      | |
| Palau                          | Visto gratuito na chegada                  | 30 dias              | |
| Panamá                         | Requer visto                               |                      | |
| Papua Nova Guiné               | Requer visto                               |                      | |
| Paraguai                       | Requer visto                               |                      | |
| Peru                           | Requer visto                               |                      | |
| Polônia                        | Requer visto                               |                      | |
| Portugal                       | Requer visto                               |                      | |
| Quênia                         | eVisa                                      | 3 meses              | |
| Quirguistão                    | eVisa                                      |                      | - Os portadores de visto eletrônico devem chegar por via aérea pelo Aeroporto Internacional de Manas ou Aeroporto de Osh ou através de passagens terrestres com a China (em Irkeshtam e Torugart), Cazaquistão (em Ak-jol, Ak-Tilek, Chaldybar, Chon-Kapka), Tadjiquistão (em Bor-Dobo, Kulundu, Kyzyl-Bel) e Uzbequistão (em Dostuk). |
| Reino Unido                    | Requer visto                               |                      | - Outras isenções de visto se aplicam para trânsito por aeroportos. |
| República Centro-Africana      | Requer visto                               |                      | |
| República Dominicana           | Requer visto                               |                      | - Não requer visto se possuir um visto válido emitido por um estado-membro da União Europeia, Canadá ou EUA para estadias de não mais que 90 dias. |
| Romênia                        | Requer visto                               |                      | - Não requer visto se possuir visto de curta duração, de duas ou múltiplas entradas, emitido por um estado-membro da zona Schengen para estadias não superiores a 90 dias dentro de qualquer período de 180 dias. |
| Ruanda                         | eVisa / Visto na chegada                   | 30 dias              | |
| Rússia                         | Requer visto                               |                      | - Não requer visto em caso de visita a São Petersburgo por até 72 horas vindo de ferry de Helsinque ou Tallinn. |
| Santa Lúcia                    | Requer visto                               |                      | |
| São Cristóvão e Névis          | eVisa                                      |                      | |
| São Tomé e Príncipe            | eVisa                                      |                      | |
| São Vicente e Granadinas       | Não requer visto                           | 1 mês                | |
| Samoa                          | Não requer visto                           | 60 dias              | |
| San Marino                     | Requer visto                               |                      | |
| Senegal                        | Visto na chegada                           |                      | |
| Sérvia                         | Requer visto                               |                      | - Não requer visto se for titular de visto de curta duração, de duas ou múltiplas entradas, emitido por um Estado-membro da zona Schengen para estadias de no máximo 90 dias. |
| Serra Leoa                     | Visto na chegada                           |                      | |
| Seychelles                     | Permissão de Visitante gratuita na chegada | 3 meses              | |
| Singapura                      | Requer visto                               |                      | |
| Síria                          | Requer visto                               |                      | |
| Somália                        | Visto na chegada                           | 30 dias              | - Disponível nos aeroportos de Bosaso, Gaalkacyo e Mogadíscio |
| Sri Lanka                      | Requer visto                               |                      | |
| Sudão                          | Requer visto                               |                      | |
| Sudão do Sul                   | eVisa                                      |                      | |
| Suécia                         | Requer visto                               |                      | |
| Suíça                          | Requer visto                               |                      | |
| Suriname                       | Não requer visto                           | 90 dias              | - Uma taxa de entrada de 25 dólares ou 25 Euros deve ser paga online antes da chegada. |
| Tajiquistão                    | eVisa                                      | 45 dias              | - 45 dias dentro de 90 dias - Portadores de eVisa podem entrar por qualquer ponto de fronteira. |
| Tailândia                      | eVisa                                      |                      | - Desde 1 de janeiro de 2025, está disponível o eVisa para todos os visitantes do Reino da Tailândia para fins de turismo ou trânsito. Em certos países, o pagamento ainda tem de ser feito na embaixada até que um sistema de pagamento esteja totalmente funcional. |
| Tanzânia                       | Requer visto                               |                      | |
| Tchéquia                       | Requer visto                               |                      | |
| Timor-Leste                    | Requer visto                               |                      | |
| Togo                           | Visto na chegada                           | 7 dias               | |
| Tonga                          | Requer visto                               |                      | |
| Trindade e Tobago              | Não requer visto                           |                      | |
| Tunísia                        | Requer visto                               |                      | - 14 dias na chegada para residentes dos países do Conselho de Cooperação do Golfo (CCG) com passagens aéreas e reserva de hotel confirmadas e validade de mais de 6 meses de sua residência no estado-membro do CCG. |
| Turcomenistão                  | Requer visto                               |                      | |
| Turquia                        | Requer visto                               |                      | - Portadores de passaporte comum com visto válido OU autorização de residência válida de um dos países da zona Schengen, EUA, Reino Unido ou Irlanda podem obter seus e-Visas de entrada única de um mês de forma online |
| Tuvalu                         | Visto na chegada                           | 1 mês                | |
| Ucrânia                        | Requer visto                               |                      | |
| Uganda                         | eVisa                                      | 3 meses              | - Visto é obtido online. |
| Uruguai                        | Requer visto                               |                      | |
| Uzbequistão                    | Requer visto                               |                      | - Não requer visto para portadores de uma permissão de residência de um país do Conselho de Cooperação do Golfo (CCG). A residência no país-membro do GCC deve ser válido por 3 meses ou mais. |
| Vanuatu                        | Não requer visto                           | 30 dias              | |
| Vaticano                       | Requer visto                               |                      | |
| Venezuela                      | Requer visto                               |                      | |
| Vietnã                         | Requer visto                               |                      | - Não requer visto quando chega pelo aeroporto de Phú Quốc (PQC) ou em voo de conexão para Phú Quốc via Hanói ou Ho Chi Minh para uma estadia máxima de 30 dias. |
| Zâmbia                         | eVisa                                      |                      | |
| Zimbábue                       | eVisa                                      |                      | |

## Restrições mais comuns para viagens a países que não requerem visto

### Páginas em branco no passaporte
Muitos países exigem um número mínimo de páginas em branco no passaporte apresentado, normalmente uma ou duas páginas. As páginas de endosso, que geralmente aparecem após as páginas do visto, não são consideradas válidas ou disponíveis.

### Vacinação
Os países africanos de Angola, Benim, Burquina Fasso, Burundi, Camarões, Chade, Costa do Marfim, Guiné Equatorial, Gabão, Gâmbia, Gana, Guiné-Bissau, Libéria, Mali, Mauritânia, Níger, Quênia, República Centro-Africana, República Democrática do Congo, República do Congo, Ruanda, Senegal, Serra Leoa, Sudão do Sul, Togo, Uganda e Zâmbia exigem que todos os passageiros que chegam ao país com mais de nove meses a um ano tenham um Certificado Internacional de Vacinação ou Profilaxia atualizado, assim como o território sul-americano da Guiana Francesa.
Alguns outros países exigem a vacinação apenas se o passageiro vier de uma área infectada ou tiver visitado uma recentemente ou transitado por 12 horas nesses países: África do Sul, Argélia, Botsuana, Cabo Verde, Chade, Djibouti, Egito, Eritreia, Essuatíni, Etiópia, Gâmbia, Gana, Guiné, Guiné Equatorial, Lesoto, Líbia, Madagascar, Malawi, Maurícia, Mauritânia, Moçambique, Namíbia, Nigéria, Papua Nova Guiné, Seicheles, Somália, Sudão, Tunísia, Uganda, Tanzânia, Zâmbia e Zimbábue.

### Validade do passaporte
Pouquíssimos países, como o Paraguai, exigem apenas um passaporte válido na chegada.
No entanto, muitos países e grupos de países agora exigem apenas um documento de identidade – especialmente de seus vizinhos. Outros países podem ter acordos bilaterais especiais que se afastam da generalidade de suas políticas de validade de passaporte para encurtar o período de validade exigido para os cidadãos uns dos outros ou até mesmo aceitar passaportes que já expiraram (mas não foram cancelados).
Alguns países, como Japão, Irlanda e Reino Unido, exigem um passaporte válido durante todo o período da estadia pretendida.
Na ausência de acordos bilaterais específicos, os países ou territórios que exigem que os passaportes sejam válidos por pelo menos mais 6 meses aquando da chegada incluem Afeganistão, Anguila, Arábia Saudita, Argélia, Bahrein, Butão, Botsuana, Brunei, Camboja, Camarões, Cabo Verde, Catar, Chade, Comores, Costa Rica, Costa do Marfim, Curaçao, Emirados Árabes Unidos, Egito, El Salvador, Equador, Filipinas, Guiné Equatorial, Fiji, Gabão, Guiné Bissau, Guiana, Haiti, Ilhas Cayman, Ilhas Marshall, Ilhas Salomão, Ilhas Virgens Britânicas, Índia, Indonésia, Irã, Iraque, Israel, Jordânia, Kiribati, Kuwait, Laos, Madagascar, Malásia, Mongólia, Mianmar, Namíbia, Nepal, Nicarágua, Nigéria, Omã, Palau, Papua Nova Guiné, Peru, Quênia, República Centro-Africana, Ruanda, Samoa, Singapura, Somália, Sri Lanka, Sudão, Suriname, Tanzânia, Tailândia, Timor-Leste, Tokelau, Tonga, Turquia, Tuvalu, Uganda, Vanuatu, Venezuela e Vietnã.
Os países que exigem passaportes válidos por pelo menos 4 meses na chegada incluem Micronésia e Zâmbia.
Os países que exigem passaportes com validade de pelo menos 3 meses além da data prevista de partida incluem Azerbaijão, Bósnia e Herzegovina, Honduras, Montenegro, Nauru, Moldávia e Nova Zelândia. Da mesma forma, os países do EEE: Islândia, Liechtenstein, Noruega, todos os países da União Europeia (exceto Irlanda), juntamente com a Suíça, também exigem 3 meses de validade além da data prevista de partida do portador, a menos que o portador seja cidadão do EEE ou da Suíça.
Os países que exigem passaportes válidos por pelo menos 3 meses na chegada incluem Albânia, Macedônia do Norte, Panamá e Senegal.
As Bermudas exigem que os passaportes sejam válidos por pelo menos 45 dias na entrada.
Os países e territórios que exigem passaportes com validade de pelo menos um mês além da data prevista de partida incluem África do Sul, Eritreia, Hong Kong, Líbano, Macau, Maldivas.

#### Idade máxima do passaporte
Os países do Espaço Schengen exigem que os passaportes de países não pertencentes à UE tenham menos de 10 anos na entrada. Vários titulares de passaportes britânicos, que até setembro de 2018 podiam ser emitidos com um período de validade de até 10 anos e nove meses se o passaporte anterior não estivesse vencido, não puderam viajar para a UE após o Brexit devido a essa restrição.

### Antecedentes criminais
Alguns países, incluindo Austrália, Canadá, Fiji, Nova Zelândia e Estados Unidos, barram rotineiramente a entrada de estrangeiros com antecedentes criminais, enquanto outros impõem restrições dependendo do tipo de condenação e da duração da pena.

### Persona non grata
O governo de um país pode declarar um diplomata Persona non grata, proibindo-o de entrar no país ou expulsando-o caso já tenha entrado. Em situações não diplomáticas, as autoridades de um país também podem declarar um estrangeiro persona non grata permanente ou temporariamente, geralmente devido a atividades ilegais.
O Azerbaijão declara como persona non grata pessoas que apresentem em seus passaportes vestígios de visita ao antigo estado de Artsaque sem o seu consentimento.

### Carimbos de Israel
Kuwait, Líbano, Líbia, e Iêmen não permitem a entrada de pessoas com carimbos de passaporte de Israel ou cujos passaportes tenham um visto israelense, usado ou não, ou quando houver evidências de viagens anteriores a Israel, como carimbos de entrada ou saída de postos de fronteira vizinhos em países de trânsito como Jordânia e Egito.
Para contornar o boicote da Liga Árabe a Israel, os serviços de imigração israelenses praticamente deixaram de carimbar passaportes de estrangeiros na entrada ou saída de Israel (a menos que a entrada seja para fins profissionais). Desde 15 de janeiro de 2013, Israel não carimba mais passaportes estrangeiros no Aeroporto Internacional Ben Gurion. Os passaportes ainda são carimbados (desde 22 de junho de 2017) em Erez ao entrar e sair de Gaza.
O Irã recusa a admissão de portadores de passaportes que contenham visto ou carimbo israelense com menos de 12 meses.

### Biometria
Vários países exigem que todos os viajantes, ou todos os viajantes estrangeiros, sejam submetidos à coleta de impressões digitais na chegada e barram ou até mesmo prendem os viajantes que se recusam a ceder sua biometria. Em alguns países, como os Estados Unidos, isso pode se aplicar até mesmo a passageiros em trânsito que desejam apenas fazer uma escala em vez de desembarcar.
Os países/regiões que realizam a coleta de impressões digitais incluem Afeganistão, Arábia Saudita, Argentina, Brunei, Camboja, China, Coreia do Sul, Emirados Árabes Unidos, Estados Unidos, Etiópia, Gana, Guiné, Índia, Japão, Malásia (na entrada e na saída), Mongólia, Quênia (impressões digitais e uma foto são tiradas), Singapura, Taiwan, Tailândia, Uganda.
Muitos países também exigem que seja tirada uma foto das pessoas que entram no país. Os Estados Unidos, que não implementam integralmente as formalidades de controle de saída em suas fronteiras terrestres (embora isso seja exigido há muito tempo por sua própria legislação), pretendem implementar o reconhecimento facial para passageiros que partem de aeroportos internacionais para identificar pessoas que ultrapassaram o prazo de validade do visto.
Juntamente com o reconhecimento de impressão digital e facial, a digitalização da íris é uma das três tecnologias de identificação biométrica padronizadas internacionalmente desde 2006 pela Organização da Aviação Civil Internacional (OACI) para uso em passaportes eletrônicos e os Emirados Árabes Unidos realizam a digitalização da íris em visitantes que precisam solicitar um visto. O Departamento de Segurança Interna dos Estados Unidos anunciou planos para aumentar significativamente os dados biométricos coletados nas fronteiras dos EUA. Em 2018, Singapura iniciou testes de digitalização da íris em três postos de controle de imigração terrestre e marítima.